# Haplothrix griseatus
Haplothrix griseatus är en skalbaggsart som först beskrevs av Charles Joseph Gahan 1888.  Haplothrix griseatus ingår i släktet Haplothrix och familjen långhorningar. Inga underarter finns listade i Catalogue of Life.